# 우네역
우네역(일본어: 有年駅 우네에키[*])은 일본 효고현 아코시에 있는 서일본 여객철도의 철도역이다.

## 역 구조
2면 3선 구조의 지상역으로, 승강장은 최장 12량 편성까지 수용할 수 있다. 다만 섬식 승강장의 한쪽 부분은 사용하지 않고 있다. 또한 특급 및 화물 열차가 사용하는 통과선 1개가 설치되어 있다.
역무원이 배치된 직영역으로, 아이오이역이 관리하고 있다.
| 1 | ■ 산요 본선 | 하행           | 가미고리 · 오카아먀 방면 |
| 2 | ■ 산요 본선 | 상행           | 히메지 · 오사카 방면     |
| 3 | ■ 산요 본선 | (사용 정지 중) |                          |

## 역세권 정보
- 국도 제2호선
- 국도 제373호선

## 역사
- 1890년 7월 10일 - 산요 철도 다쓰노 역 ~ 우네 역 구간의 개통과 동시에 개업.
- 1907년 12월 1일 - 국유화에 따라 일본국유철도의 소속이 되었다.
- 1987년 4월 1일 - 민영화에 따라 서일본 여객철도의 소속이 되었다.

## 인접역
| 서일본 여객철도 산요 본선 | 서일본 여객철도 산요 본선 | 서일본 여객철도 산요 본선 |
| ------------------------- | ------------------------- | ------------------------- |
| 아이오이 고베 방면        | ■ 산요 본선               | 가미고리 모지 방면        |